# Malaysia Airlines
Malaysia Airlines (abreviat MAS) este o companie aeriană port-drapel din Malaezia. Principalul hub al compaiei este Aeroportul Internațional Kuala Lumpur, rol secundar au aeroporturile din Kota Kinabalu și Kuching.
Malaysia Airlines își urmărește istoria până la Malayan Airways Limited, care a fost fondată în Singapore în anii 1930 și a zburat pentru primul său zbor comercial în 1947. Apoi a fost redenumită Malaysian Airways după formarea țării independente, Malaezia, în 1963. În 1966, după separarea Singapore , compania aeriană a fost redenumită Malaysia–Singapore Airlines (MSA), înainte ca activele sale să fie împărțite în 1972 pentru a forma definitiv două companii aeriene naționale separate și distincte - Malaysian Airline System (MAS, redenumit de atunci Malaysia Airlines) și Singapore Airlines. (SIA).
În ciuda numeroaselor premii din industria aviației în anii 2000 și începutul anilor 2010,  compania aeriană s-a luptat să reducă costurile pentru a face față creșterii transportatorilor low-cost (LCC) în regiune încă de la începutul anilor 2000.  În 2013, compania aeriană a inițiat un plan de redresare după pierderi mari începând din 2011 și a tăiat rutele către destinații neprofitabile pe distanțe lungi, cum ar fi Los Angeles, Buenos Aires și Africa de Sud.  În același an, Malaysia Airlines a început, de asemenea, o restructurare internă și a intenționat să vândă unități precum inginerie și formarea piloților.  Din 2014 până în 2015, compania aeriană a declarat faliment și a fost renaționalizată de guvern sub o nouă entitate (ca Malaysia Airlines Berhad din 1 septembrie 2015), care a presupus transferul tuturor operațiunilor, inclusiv activele și pasivele, precum și reducerea dimensiunii companiei aeriene.

## Vezi și
- Zborul 17 al Malaysia Airlines
- Zborul 370 al Malaysia Airlines

## Legături externe
- Pagină web